# Iglesia de San Silvestre (San Silvestre de Guzmán)
La Parroquia de San Silvestre es un templo católico situado en la localidad de San Silvestre de Guzmán.
Fue construida en 1595 por Silvestre de Guzmán al fundar el núcleo urbano de San Silvestre. Su aspecto original bebe de la tradición mudéjar. Hoy la vemos modificada por la intervención que dirigió Francisco de la Corte en 1991 y que fue costeada por suscripción popular.
El templo tiene una única nave rematada por la capilla mayor, de planta cuadrada y bóveda esquifada. Los vanos de acceso son adintelados y sin decoración. La sobria espadaña presenta dos cuerpos con tres arcos de medio puntos con rosca cajeada y remates piramidales.
El templo fue expoliado en 1936, en los disturbios que siguieron al golpe de Estado de 1936. Su patrimonio de interés artístico se reduce a piezas de orfebrería litúrgica como un cáliz y una cruz alzada con el escudo de la familia Zúñiga, marqueses de Gibraleón, que datan de la época fundacional del templo y un ostensorio rococó fechado en 1778.